# Mucuna paniculata
Mucuna paniculata är en ärtväxtart som beskrevs av John Gilbert Baker. Mucuna paniculata ingår i släktet Mucuna och familjen ärtväxter. Inga underarter finns listade i Catalogue of Life.